# Lac Evelyn
Pour les articles homonymes, voir Evelyn.
Le lac Evelyn (en anglais : Evelyn Lake) est un lac américain dans le comté de Tuolumne, en Californie. Il est situé à 3 151 mètres d'altitude au sein de la Yosemite Wilderness, dans le parc national de Yosemite.